# Martin Scherer

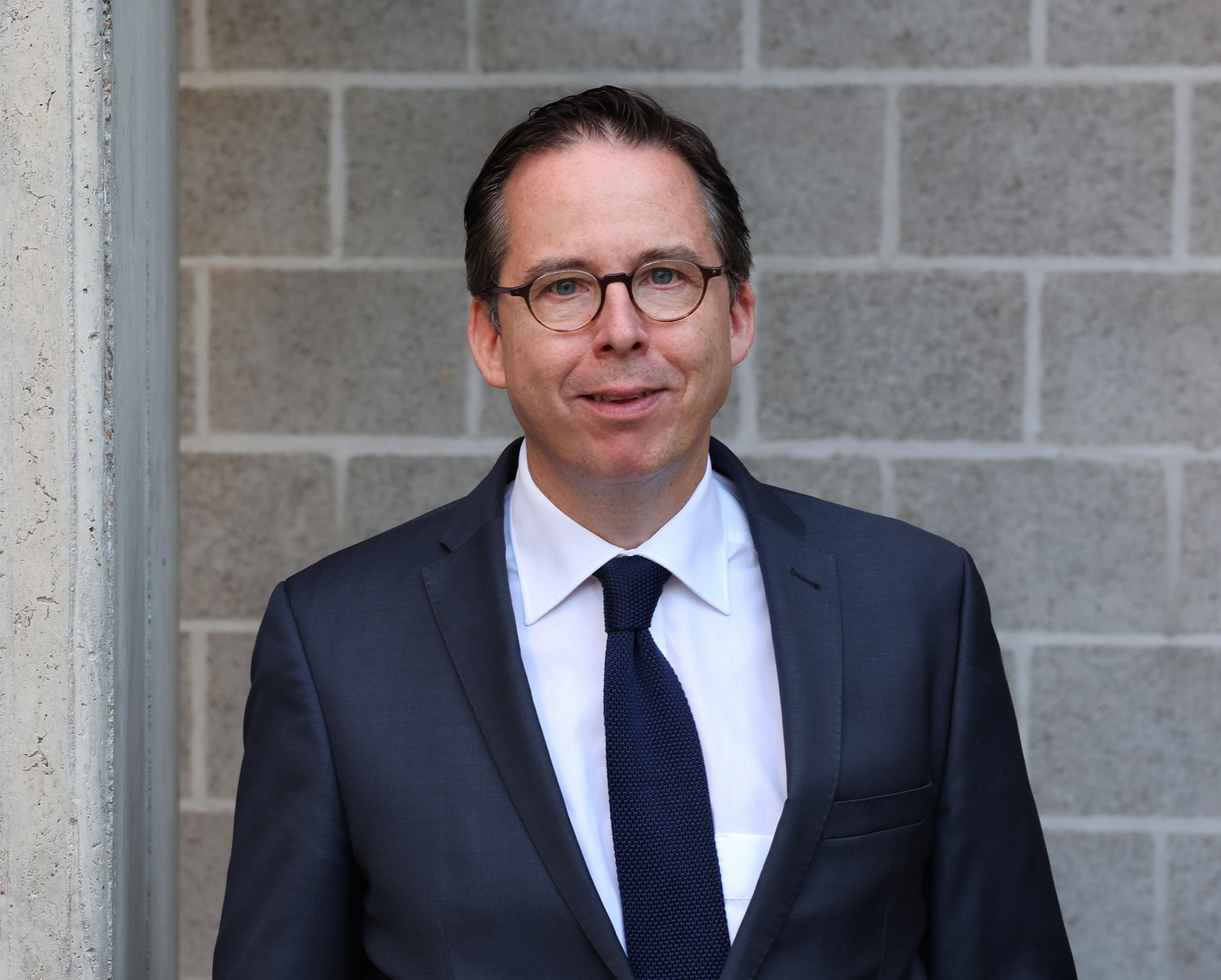
Martin Scherer (2023)

Martin Scherer (* 27. Juli 1972 in Marburg) ist ein deutscher Allgemeinmediziner und Universitätsprofessor. Er ist Direktor des Instituts und Poliklinik für Allgemeinmedizin am Universitätsklinikum Hamburg-Eppendorf (UKE). Seit 2019 ist er Präsident der Deutschen Gesellschaft für Allgemeinmedizin und Familienmedizin (DEGAM), zuvor war er seit 2010 deren Vizepräsident.

## Leben
Scherer studierte von 1993 bis 1999 Humanmedizin in Marburg, Wien und Paris. Nach Abschluss der Ausbildung zum Facharzt für Allgemeinmedizin 2004, war er bis 2009 wissenschaftlicher Mitarbeiter in der Abteilung Allgemeinmedizin der Universitätsklinik Göttingen, ab 2006 als Oberarzt. 2009 wurde Scherer auf die W2-Professur „Versorgungsforschung und ihre Methoden“ als stellv. Direktor an das Institut für Sozialmedizin der Universität Lübeck berufen. Ebenfalls 2009 war er Gründungsmitglied und stv. Sprecher des akademischen Zentrums für Bevölkerungsmedizin und Versorgungsforschung. Seit 2011 ist Scherer Direktor des Instituts und Poliklinik für Allgemeinmedizin am Universitätsklinikum Hamburg-Eppendorf. Von 2015 bis 2020 war er zudem Schriftleiter des Hamburger Ärzteblatts. Seit 2020 ist er Co-Host des Podcasts „EvidenzUpdate“ der Ärztezeitung, der sich mit der Einordnung neuer wissenschaftlicher Evidenz für die klinische Praxis beschäftigt. Inzwischen sind über 120 Folgen erschienen. 2019 wurde Martin Scherer (Hamburg) als Präsident der DEGAM gewählt. Er folgte damit auf Erika Baum (Marburg), die 2023 für ihr Engagement für die Allgemeinmedizin mit dem Bundesverdienstkreuz geehrt wurde. Vize-Präsidenten sind seit 2019 Eva Hummers (Göttingen) und Jean-François Chenot (Greifswald). In seiner Präsidentschaft hat sich Martin Scherer unter anderem für die Themen Digitalisierung sowie Klimawandel und Gesundheit in der Allgemeinmedizin eingesetzt. 2022 wurden zwei entsprechende DEGAM-Sektionen neu gegründet. 2023 hat die DEGAM unter Federführung von Martin Scherer zehn „Lessons learned aus der Pandemie“ vorgestellt und damit Empfehlungen erarbeitet, um das deutsche Gesundheitswesen in Hinblick auf künftige Pandemien widerstandsfähiger zu machen vorgestellt und damit Empfehlungen erarbeitet, um das deutsche Gesundheitswesen in Hinblick auf künftige Pandemien widerstandsfähiger zu machen. Seit Juni 2024 ist Scherer zudem Sprecher des Center for Health Care Research & Public Health am UKE.

## Wissenschaftlicher Beitrag
Ein Schwerpunkt der wissenschaftlichen Arbeit Scherers bildet die Entwicklung von Qualitätsindikatoren im Rahmen von Methoden der Versorgungsforschung. Ziel ist hier die Messbarkeit der Qualität im Gesundheitswesen mit Hilfe von Qualitätsindikatoren, die für diesen Zweck entwickelt werden. Scherer arbeitete ferner an systematischen Übersichtsarbeiten und Meta-Analysen. Als Sprecher der ständigen Leitlinienkommission der DEGAM war Scherer mit der Entwicklung von Leitlinien befasst. Ein weiterer Fokus Scherers ist die Multimorbidität. Im Rahmen der Studie Chronic Disease Score wurde ein Multimorbiditätsindex entwickelt und validiert, mit dem anhand von Medikationsdaten eine Einschätzung der Krankheitslast von chronisch kranken Patienten in Deutschland vorgenommen werden kann. In seiner Funktion als Co-Principal Investigator (Co-PI) entwickelte Scherer zusammen mit Hendrik van den Bussche (Principal Investigator) die vom Bundesministerium für Bildung und Forschung (BMBF) geförderte MultiCare Claims Study. Diese befasste sich mit der Frage, ob der Ansatz, wonach Einzelerkrankungen und deren Interaktionen für Multimorbidität eher relevant sind oder ob es weniger die Erkrankungen sind als vielmehr die subjektiven Folgen für den Patienten. Ebenfalls in der Funktion als Co-Principal Investigator arbeitete Scherer zusammen mit Wolfgang Maier federführend an der AgeCoDe-Studie für Demenz und war Principal Investigator der RECODE-Studie für Herzinsuffizienz. Scherer befasst sich schließlich mit Über-, Unter- und Zielversorgung. Hierzu wurde eine Leitlinie entwickelt, mit der ein Beitrag zur Vermeidung von Über- und Unterversorgung geleistet wird. Während der Covid-Pandemie arbeitete er an wichtigen Fragestellungen zu Impfbereitschaft, Nocebo-Effekt, Folgen für das Versorgungssystem und das Management chronischer Krankheiten. Als Co-PI der GETFEEDBACK-GP-Studie konnte Scherer zusammen mit Bernd Löwe (Principal Investigator) einen RCT zu Depressionsscreening und nachgeschaltetem Feedbackverfahren in der Allgemeinmedizin hochrangig publizieren. Das wissenschaftliche Gesamtwerk von Martin Scherer umfasst über 400 Medline-gelistete Publikationen.

## Mitgliedschaften in wissenschaftlichen Vereinigungen
- Präsident der Deutschen Gesellschaft für Allgemeinmedizin und Familienmedizin (DEGAM)[32]
- Sprecher des Center for Health Care Research and Public Health (CHCR & PH) des UKE[33]
- Mitglied im Stiftungsrat der Deutschen Stiftung für Allgemeinmedizin und Familienmedizin (DESAM)[34]
- Vorsitzender des Experten-Beirats der Stiftung Gesundheitswissen[35]
- Mitglied in der Arbeitsgemeinschaft der Wissenschaftlichen Medizinischen Fachgesellschaften (AWMF)

## Ehrungen und Auszeichnungen
2009 und 2018 erhielt Scherer den Dr. Lothar Beyer-Preis für Forschung in der Allgemeinmedizin der DEGAM.

## Publikationen
- PubMed Publikationsliste Scherer Martin
- Chenot, J.-F., & Scherer, M. (Hrsg.). (2021). Allgemeinmedizin. Urban & Fischer Verlag/Elsevier GmbH.
- Hierdeis, H., & Scherer, M. (Hrsg.). (2018). Psychoanalyse und Medizin: Perspektiven, Differenzen, Kooperationen. Vandenhoeck & Ruprecht.
- Scherer, M., Berghold, J., & Hierdeis, H. (Hrsg.). (2020). Medizinische Versorgung zwischen Fortschritt und Zeitdruck: Auswirkungen gesellschaftlicher Beschleunigungsprozesse auf das Gesundheitswesen. Vandenhoeck & Ruprecht.
- Scherer, M., Berghold, J., & Hierdeis, H. (Hrsg.). (2021). Klimakrise und Gesundheit: Zu den Risiken einer menschengemachten Dynamik für Leib und Seele. Vandenhoeck & Ruprecht.